# Mutzig
Mutzig är en kommun i departementet Bas-Rhin i regionen Grand Est (tidigare regionen Alsace) i nordöstra Frankrike. Kommunen ligger i kantonen Molsheim som tillhör arrondissementet Molsheim. År 2022 hade Mutzig 6 101 invånare.

## Befolkningsutveckling
Antalet invånare i kommunen Mutzig
| Referens: INSEE |